# Boksning under sommer-OL 2016 – Bantamvægt (herrer)
Mændenes bantamsklasse i boksning under sommer-OL 2016 i Rio de Janeiro fandt sted i perioden 10. til 20. august 2016 i Riocentro.

## Tidsoversigt
Alle tider er brasiliansk tid(UTC−3).
| Date                    | Time          | Round        |
| ----------------------- | ------------- | ------------ |
| Onsdag 10. august 2016  | 11:30 & 17:30 | Runde af 32  |
| Torsdag 11. august 2016 | 11:00 & 17:00 | Runde af 32  |
| Søndag 14. august 2016  | 11:30 & 17:30 | Runde af 16  |
| Tirsdag 16. august 2016 | 11:30         | Kvartfinaler |
| Torsdag 18. august 2016 | 14:30         | Semifinaler  |
| Lørdag 20. august 2016  | 14:15         | Finale       |